# Iholdy
Iholdy település Franciaországban, Pyrénées-Atlantiques megyében. Lakosainak száma 540 fő (2022. január 1.). Iholdy Armendarits, Hélette, Irissarry, Lantabat és Suhescun községekkel határos.

## Népesség
A település népességének változása:
| Lakosok száma | 574  | 561  | 563  | 549  | 545  | 537  | 538  | 539  | 540  |
|               | 2013 | 2015 | 2016 | 2017 | 2018 | 2019 | 2020 | 2021 | 2022 |